# Edvīns Ķeņģis
Edvīns Ķeņģis (* 12. dubna 1959 Cēsis) je lotyšský šachový velmistr, osminásobný lotyšský šampion, vítěz v letech 1984, 1987, 1988, 1989, 1990, 1997, 2004 a 2005. Vyhrál také Baltic Chess Championship 1985, kdy se dělil o první místo s Alexanderem Šabalovem a Alexanderem Malevským. Reprezentoval Lotyšsko na olympiádách, MS družstev a ME.
V roce 1982 mu byl udělen titul IM a v roce 1991 titul GM.

## Slavní soupeři
- Edvins Kengis vs. Garri Kasparov, Vilnius LTU 1973, Sicilian Defense: Sozin Attack, Leonhardt Variation (B88), ½–½
- Larry Christiansen vs. Edvins Kengis, Manila 1992, Alekhine Defense: Modern, Larsen Variation (B04), 0–1
- Edvins Kengis vs. Francisco Vallejo-Pons, Bled Olympiad 2002, Wade Defense: General (A41), 1-0